# 寸開泰
寸開泰（1865年7月27日—1925年），字晓亭，一字心丹，號升陽，行二，雲南省永昌府騰越廳洞平人。清末民初官員、學者、畫家。

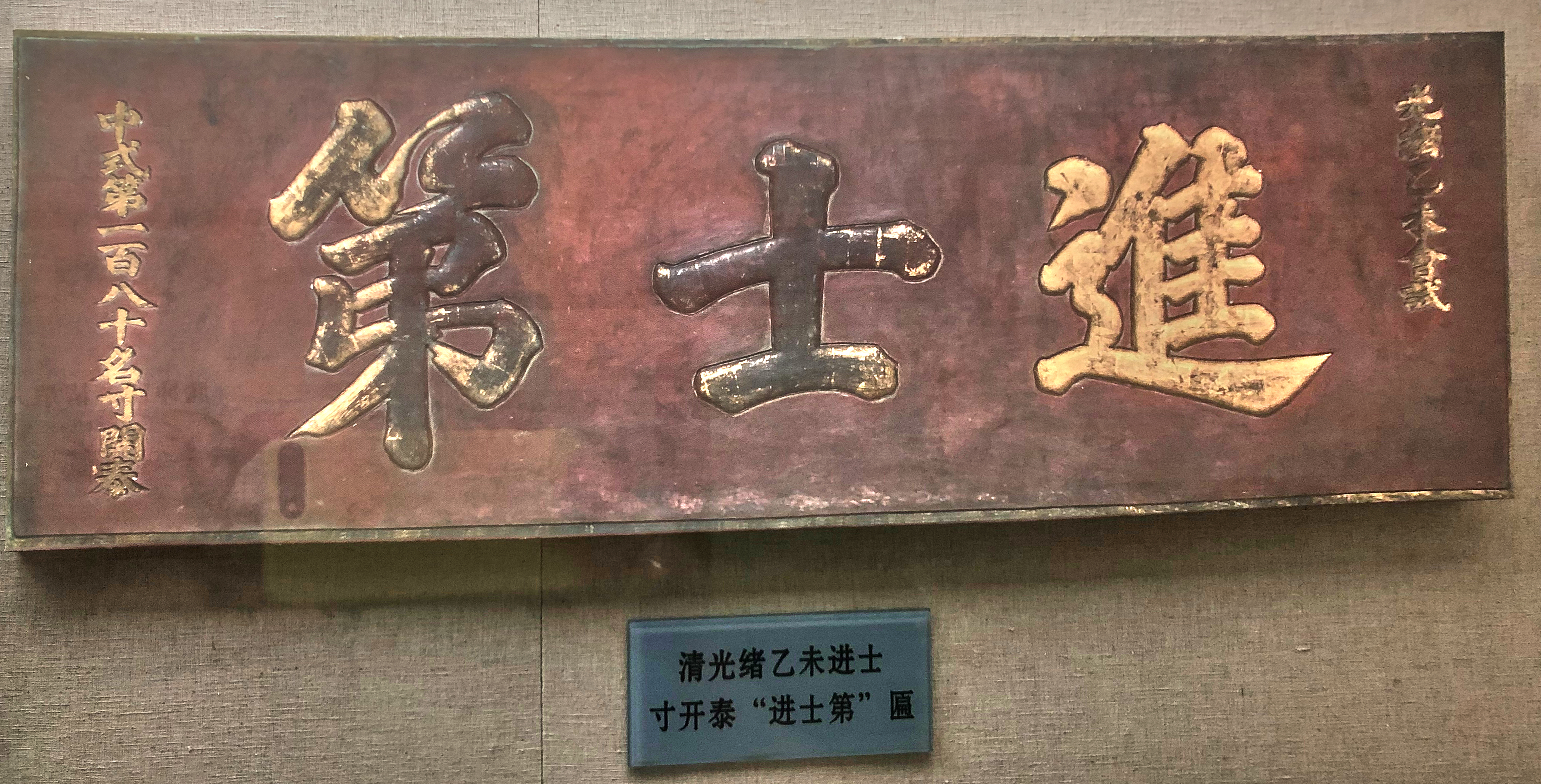
騰衝縣博物館館藏寸開泰進士匾額

## 生平
光緒十五年（1887年）举人，光绪二十一年（1895年）乙未科進士。同年五月，以主事分部学习。授刑部主事，签分山东司行走。
庚子变起，寸开泰坚留京城。光绪二十八年（1902年）夏，外放贵州安平州补用同知。次年任贵州乡试同考官，因失察作弊之事，降为丽江县教谕。光绪三十一年（1905年）辞官归里。

## 著作
工詩書畫，擅繪梅，自取斋名“八十一株梅花馆”。曾参修《腾越厅志》，主编《腾越乡土志》、《龙陵县志》、《寸氏家谱》。有著作《八十一株梅花馆诗文集》传世。